# Marian de la Mata Aparício
Marian de la Mata Aparício, właśc. hiszp. Mariano de la Mata Aparicio  (ur. 31 grudnia 1905 w La Puebla de Valdavia w Hiszpanii, zm. 5 kwietnia 1983 w São Paulo w Brazylii) – augustiański ksiądz, misjonarz i błogosławiony Kościoła rzymskokatolickiego.

## Życiorys
Urodził się w bardzo religijnej rodzinie. W 1921 wstąpił do zakonu św. Augustyna w 1921 roku. Habit otrzymał z rąk bł. Anzelma Polanco. W 1930, po ukończeniu studiów w Valladolid i Santa Maria de la Vid w Burgos, otrzymał święcenia kapłańskie. Został przeniesiony do college, gdzie wykładał nauki przyrodnicze aż do 1949 roku. W tym czasie był dyrektorem szkoły i pełnił funkcję prowincjała. W 1950 został posłany do pracy w Brazylii, gdzie rozpoczął apostolat w parafii w Taquaritinga. Dwa lata później udał się do São Paulo i uczył w Kolegium Świętego Augustyna, gdzie był rektorem oraz pełnił funkcję wiceprowincjała. W latach 1949–1960 był wykładowcą i przełożonym wspólnoty seminaryjnej w Engenheiro Schmidt. W 1961 r. powrócił do São Paulo, gdzie był wykładowcą, ojcem duchownym i duszpasterzem w parafii św. Augustyna. W 1961 powrócił do nauczania w college, a także podjął obowiązki kierownika duchownego. W 1983 zdiagnozowano u niego raka trzustki i  przeszedł operację, która nie zahamowała rozwoju choroby.
Zmarł 5 kwietnia tego samego roku mając 77 lat w opinii świętości.
Został beatyfikowany przez papieża Benedykta XVI w dniu 5 listopada 2006 roku.